# Halle Open 2004 - Qualificazioni singolare
Le qualificazioni del singolare  dell'Halle Open 2004 sono state un torneo di tennis preliminare per accedere alla fase finale della manifestazione. I vincitori dell'ultimo turno sono entrati di diritto nel tabellone principale. In caso di ritiro di uno o più giocatori aventi diritto a questi sono subentrati i lucky loser, ossia i giocatori che hanno perso nell'ultimo turno ma che avevano una classifica più alta rispetto agli altri partecipanti che avevano comunque perso nel turno finale.
Le qualificazioni del torneo Halle Open 2004 prevedevano 32 partecipanti di cui 4 sono entrati nel tabellone principale.

## Teste di serie
1. Jan Hernych (Qualificato)
2. Paul Goldstein (secondo turno)
3. Ivo Heuberger (secondo turno)
4. Dick Norman (primo turno)

1. Răzvan Sabău (primo turno)
2. Giovanni Lapentti (primo turno)
3. Frédéric Niemeyer (primo turno)
4. Michel Kratochvil (Qualificato)

## Qualificati
1. Jan Hernych
2. Michel Kratochvil

1. Andreas Seppi
2. Michael Berrer

## Tabellone

### Legenda
| - Q = Qualificato - WC = Wild card - LL = Lucky loser | - ALT = Alternate - SE = Special Exempt - PR = Protected Ranking | - w/o = Walkover - r = Ritirato - d = Squalificato |

### Sezione 1
|  | Primo turno           | Primo turno           | Primo turno           | Primo turno | Primo turno |  |  | Secondo turno | Secondo turno  | Secondo turno | Secondo turno | Secondo turno |   |   | Ultimo turno | Ultimo turno | Ultimo turno | Ultimo turno | Ultimo turno |  |
|  |                       |                       |                       |             |             |  |  |               |                |               |               |               |   |   |              |              |              |              |              |  |
|  | 1                     | Jan Hernych           | 4                     | 6           | 6           |  |  |               |                |               |               |               |   |   |              |              |              |              |              |  |
|  |                       | Bruno Soares          | 6                     | 1           | 3           |  |  | 1             | Jan Hernych    | 4             | 6             | 6             |   |   |              |              |              |              |              |  |
|  | Nicolás Todero        | Nicolás Todero        | Nicolás Todero        | 6           | 6           |  |  |               | Nicolás Todero | 6             | 4             | 1             |   |   |              |              |              |              |              |  |
|  | Dmitrij Sitak         | Dmitrij Sitak         | Dmitrij Sitak         | 3           | 2           |  |  |               |                |               |               |               |   |   | 1            | Jan Hernych  | 6            | 4            | 6            |  |
|  | Julian Knowle         | Julian Knowle         | Julian Knowle         | 6           | 6           |  |  |               |                |               | Uros Vico     | 3             | 6 | 4 |              |              |              |              |              |  |
|  | Christopher Koderisch | Christopher Koderisch | Christopher Koderisch | 2           | 1           |  |  | Julian Knowle | Julian Knowle  | 3             | 6             | 4             |   |   |              |              |              |              |              |  |
|  |                       | Uros Vico             | Uros Vico             | 6           | 6           |  |  | Uros Vico     | Uros Vico      | 6             | 3             | 6             |   |   |              |              |              |              |              |  |
|  | 6                     | Giovanni Lapentti     | Giovanni Lapentti     | 4           | 2           |  |  |               |                |               |               |               |   |   |              |              |              |              |              |  |

### Sezione 2
|  | Primo turno       | Primo turno       | Primo turno       | Primo turno | Primo turno |  |  | Secondo turno | Secondo turno     | Secondo turno | Secondo turno     | Secondo turno     |   |   | Ultimo turno | Ultimo turno      | Ultimo turno      | Ultimo turno | Ultimo turno |  |
|  |                   |                   |                   |             |             |  |  |               |                   |               |                   |                   |   |   |              |                   |                   |              |              |  |
|  | 2                 | Paul Goldstein    | Paul Goldstein    | 6           | 6           |  |  |               |                   |               |                   |                   |   |   |              |                   |                   |              |              |  |
|  |                   | Serhij Bubka      | Serhij Bubka      | 4           | 2           |  |  | 2             | Paul Goldstein    | 6             | 62                | 64                |   |   |              |                   |                   |              |              |  |
|  | Marco Chiudinelli | Marco Chiudinelli | 6                 | 6           | 7           |  |  |               | Marco Chiudinelli | 4             | 7                 | 7                 |   |   |              |                   |                   |              |              |  |
|  | Tuomas Ketola     | Tuomas Ketola     | 7                 | 3           | 65          |  |  |               |                   |               |                   |                   |   |   |              | Marco Chiudinelli | Marco Chiudinelli | 2            | 3            |  |
|  | Roman Herold      | Roman Herold      | Roman Herold      | 6           | 6           |  |  |               |                   | 8             | Michel Kratochvil | Michel Kratochvil | 6 | 6 |              |                   |                   |              |              |  |
|  | Roman Valent      | Roman Valent      | Roman Valent      | 3           | 2           |  |  |               | Roman Herold      | 4             | 7                 | 1                 |   |   |              |                   |                   |              |              |  |
|  | 8                 | Michel Kratochvil | Michel Kratochvil | 6           | 6           |  |  | 8             | Michel Kratochvil | 6             | 5                 | 6                 |   |   |              |                   |                   |              |              |  |
|  |                   | Ervin Eleskovic   | Ervin Eleskovic   | 4           | 4           |  |  |               |                   |               |                   |                   |   |   |              |                   |                   |              |              |  |

### Sezione 3
|  | Primo turno             | Primo turno             | Primo turno             | Primo turno | Primo turno |  |  | Secondo turno           | Secondo turno           | Secondo turno           | Secondo turno      | Secondo turno |   |   | Ultimo turno  | Ultimo turno  | Ultimo turno | Ultimo turno | Ultimo turno |  |
|  |                         |                         |                         |             |             |  |  |                         |                         |                         |                    |               |   |   |               |               |              |              |              |  |
|  | 3                       | Ivo Heuberger           | 63                      | 6           | 7           |  |  |                         |                         |                         |                    |               |   |   |               |               |              |              |              |  |
|  |                         | Alejandro Hernández     | 7                       | 4           | 64          |  |  | 3                       | Ivo Heuberger           | 6                       | 3                  | 2             |   |   |               |               |              |              |              |  |
|  | Andreas Seppi           | Andreas Seppi           | Andreas Seppi           | 7           | 6           |  |  |                         | Andreas Seppi           | 2                       | 6                  | 6             |   |   |               |               |              |              |              |  |
|  | Santiago González       | Santiago González       | Santiago González       | 65          | 4           |  |  |                         |                         |                         |                    |               |   |   | Andreas Seppi | Andreas Seppi | 2            | 7            | 6            |  |
|  | Kirill Ivanov-Smolensky | Kirill Ivanov-Smolensky | Kirill Ivanov-Smolensky | 6           | 6           |  |  |                         |                         | Philipp Petzschner      | Philipp Petzschner | 6             | 6 | 2 |               |               |              |              |              |  |
|  | Edgardo Massa           | Edgardo Massa           | Edgardo Massa           | 4           | 2           |  |  | Kirill Ivanov-Smolensky | Kirill Ivanov-Smolensky | Kirill Ivanov-Smolensky | 3                  | 4             |   |   |               |               |              |              |              |  |
|  |                         | Philipp Petzschner      | 7                       | 4           | 6           |  |  | Philipp Petzschner      | Philipp Petzschner      | Philipp Petzschner      | 6                  | 6             |   |   |               |               |              |              |              |  |
|  | 7                       | Frédéric Niemeyer       | 65                      | 6           | 3           |  |  |                         |                         |                         |                    |               |   |   |               |               |              |              |              |  |

### Sezione 4
|  | Primo turno     | Primo turno          | Primo turno          | Primo turno | Primo turno |  |  | Secondo turno        | Secondo turno        | Secondo turno  | Secondo turno  | Secondo turno |   |   | Ultimo turno | Ultimo turno | Ultimo turno | Ultimo turno | Ultimo turno |  |
|  |                 |                      |                      |             |             |  |  |                      |                      |                |                |               |   |   |              |              |              |              |              |  |
|  |                 | Jean-Claude Scherrer | Jean-Claude Scherrer | 7           | 6           |  |  |                      |                      |                |                |               |   |   |              |              |              |              |              |  |
|  | 4               | Dick Norman          | Dick Norman          | 64          | 2           |  |  | Jean-Claude Scherrer | Jean-Claude Scherrer | 62             | 6              | 2             |   |   |              |              |              |              |              |  |
|  | Andy Ram        | Andy Ram             | Andy Ram             | 6           | 6           |  |  | Andy Ram             | Andy Ram             | 7              | 4              | 6             |   |   |              |              |              |              |              |  |
|  | Lovro Zovko     | Lovro Zovko          | Lovro Zovko          | 3           | 4           |  |  |                      |                      |                |                |               |   |   | Andy Ram     | Andy Ram     | 68           | 6            | 64           |  |
|  | Paul Logtens    | Paul Logtens         | Paul Logtens         | 6           | 6           |  |  |                      |                      | Michael Berrer | Michael Berrer | 7             | 3 | 7 |              |              |              |              |              |  |
|  | Christian Vinck | Christian Vinck      | Christian Vinck      | 3           | 3           |  |  | Paul Logtens         | Paul Logtens         | Paul Logtens   | 4              | 5             |   |   |              |              |              |              |              |  |
|  |                 | Michael Berrer       | 6                    | 6           | 6           |  |  | Michael Berrer       | Michael Berrer       | Michael Berrer | 6              | 7             |   |   |              |              |              |              |              |  |
|  | 5               | Răzvan Sabău         | 4                    | 7           | 2           |  |  |                      |                      |                |                |               |   |   |              |              |              |              |              |  |